# شی وبر
شی وبر (انگلیسی: Shea Weber؛ زادهٔ ۱۴ اوت ۱۹۸۵) بازیکن هاکی روی یخ اهل کانادا است.